# Prostynia (województwo dolnośląskie)
Prostynia – wieś w Polsce położona w województwie dolnośląskim, w powiecie legnickim, w gminie Krotoszyce.

## Podział administracyjny
W latach 1975–1998 miejscowość położona była w województwie legnickim.